# Satchelliella bucegica
Satchelliella bucegica är en tvåvingeart som beskrevs av Vaillant 1981. Satchelliella bucegica ingår i släktet Satchelliella och familjen fjärilsmyggor. Inga underarter finns listade i Catalogue of Life.